# The Hunger for More
The Hunger for More — дебютний студійний альбом американського репера Ллойда Бенкса. У 2010 вийшов сиквел H.F.M. 2 (The Hunger for More 2). Виконавчий продюсер: 50 Cent. Виконавчий співпродюсер: Sha Money XL.

## Передісторія
У перший тиждень з будинку дистриб'юторів у Мангеттені поцупили приблизно 8 коробок із CD (200 копій). У день релізу злочинець украв у нью-йоркській музичній крамниці майже 100 дисків з полиць, пізніше їх повернули.

### Концепція
Бенкс пояснив назву в інтерв'ю: 
Під The Hunger for More я маю на увазі більше успіху. Або ж більше грошей. Або ж поваги. Більше влади, розуміння. Все це й є бажання більшого, що є відмінним від бажань інших людей. Вважаю, я вже досяг цього, чого прагне кожен з району.

## Запис
| Ліві лапки | Наш гастрольний автобус мав студію. Були різні ситуації, я писав під час туру, постійно гастролюючи. Там були Фіфті, Снуп Доґґ, Busta Rhymes, Jay-Z, багато інших людей […] | Праві лапки |

За його словами, записаkb близько 50 треків, з яких 50 Cent обрав пісні для альбому.

## Комерційний успіх
Платівка дебютувала на 1-му місці чарту Billboard 200 з результатом у близько 465 тис. проданих копій за перший тиждень. За інформацією Nielsen SoundScan, станом на 2010 альбом розійшовся накладом у 1,5 млн. Платівка отримала платиновий статус у США та Канаді.

## Список пісень
| №  | Назва                                                    | Продюсер(и)                  | Тривалість |
| -- | -------------------------------------------------------- | ---------------------------- | ---------- |
| 1  | «Ain't No Click» (з участю Tony Yayo)                    | Havoc                        | 4:25       |
| 2  | «Playboy»                                                | Ron Browz                    | 4:32       |
| 3  | «Warrior»                                                | Thayod Ausar                 | 2:47       |
| 4  | «On Fire»                                                | Eminem; K1 Mil (співпрод.)   | 3:07       |
| 5  | «I Get High» (з участю 50 Cent та Snoop Dogg)            | Hi-Tek                       | 4:09       |
| 6  | «I'm So Fly»                                             | Timbaland; Danja (співпрод.) | 4:00       |
| 7  | «Work Magic» (з участю Young Buck)                       | Scram Jones                  | 4:27       |
| 8  | «If You So Gangsta»                                      | Chad Beatz та Sha Money XL   | 3:31       |
| 9  | «Warrior Part 2» (з участю Eminem, 50 Cent та Nate Dogg) | Eminem                       | 3:38       |
| 10 | «Karma»                                                  | Greg «Ginx» Doby             | 4:38       |
| 11 | «When the Chips Are Down» (з участю The Game)            | Black Jeruz, Sha Money XL    | 3:39       |
| 12 | «Til the End»                                            | Eminem                       | 5:09       |
| 13 | «Die One Day»                                            | Baby Grand                   | 3:14       |
| 14 | «South Side Story»                                       | Diaz Brothers                | 4:10       |
| №  | Бонус-трек делюкс-видання                                | Продюсер                     | Тривалість |
| 15 | «Just Another Day»                                       | Tone Capone                  | 3:29       |
| №  | Бонус-треки британського та японського видання           | Продюсер                     | Тривалість |
| 15 | «Just Another Day»                                       | Tone Capone                  | 3:29       |
| 16 | «Take a Good Look»                                       | J-Hen                        | 2:53       |

Примітки
Додатковий вокал на «Playboy»: DJ Whoo Kid. Додатковий вокал на «On Fire»: 50 Cent. Додатковий вокал на «If You So Gangsta»: May. Додатковий вокал на «Karma»: KC. Додатковий вокал на «Til the End»: Нейт Доґґ.

### Спеціальне видання
Спеціальне видання містить бонус-трек, 25-ти хвилинний DVD з відеокліпами «My Buddy», «Smile» реп-гурту G-Unit та відео «A Day in the Life of Lloyd Banks».

## Чартові позиції
| Чарт (2004)               | Найвища позиція |
| ------------------------- | --------------- |
| Велика Британія           | 15              |
| Ірландія                  | 36              |
| Канада                    | 2               |
| Нідерланди                | 52              |
| Німеччина                 | 45              |
| США                       | 1               |
| US Top R&B/Hip-Hop Albums | 1               |
| Франція                   | 37              |
| Швейцарія                 | 65              |